# Барневелд (громада)
Барневелд (нід. Barneveld, нід. вимова: [ˈbɑrnəˌvɛlt] ( прослухати)) — муніципалітет у Нідерландах, у провінції Гелдерланд. Відомий розвинутим птахівництвом.
Вважається, що Барневелду щонайменше 800 років. Оцінка ґрунтується на тексті 1174 року, в якому згадується особа на ім'я Волфрам ван Барневелд.

## Населені пункти муніципалітету
Міста
- Барневелд

Села
- Ахтервелд
- Вортгейзен
- Гардерен
- Де-Глінд
- Звартебрук
- Котвейк
- Котвейкербрук
- Стру
- Терсхур

## Визначні уродженці
- Якобус Корнеліус Каптейн (1851–1922) — нідерландський астроном.
- Симон Ґотфрід Алберт Дооренбос (1891–1980) — нідерландський ботанік та садівник.
- Конні ван Бентум (нар. 1965) — плавчиня, триразова олімпійська медалістка.
- Альфред Схредер (нар. 1972) — нідерландський футбольний тренер і колишній футболіст.

## Галерея

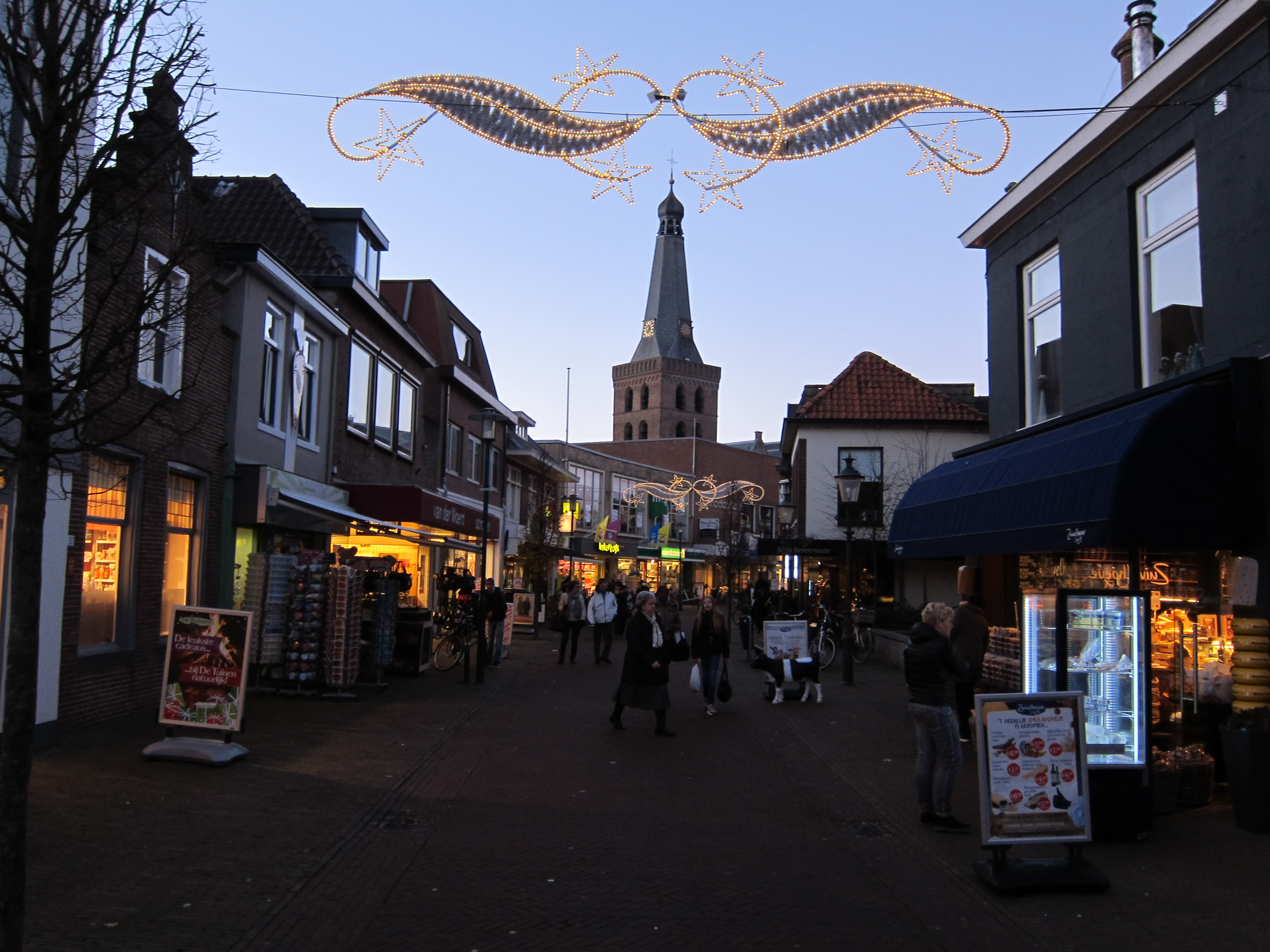
Барневелд перед Різдвом
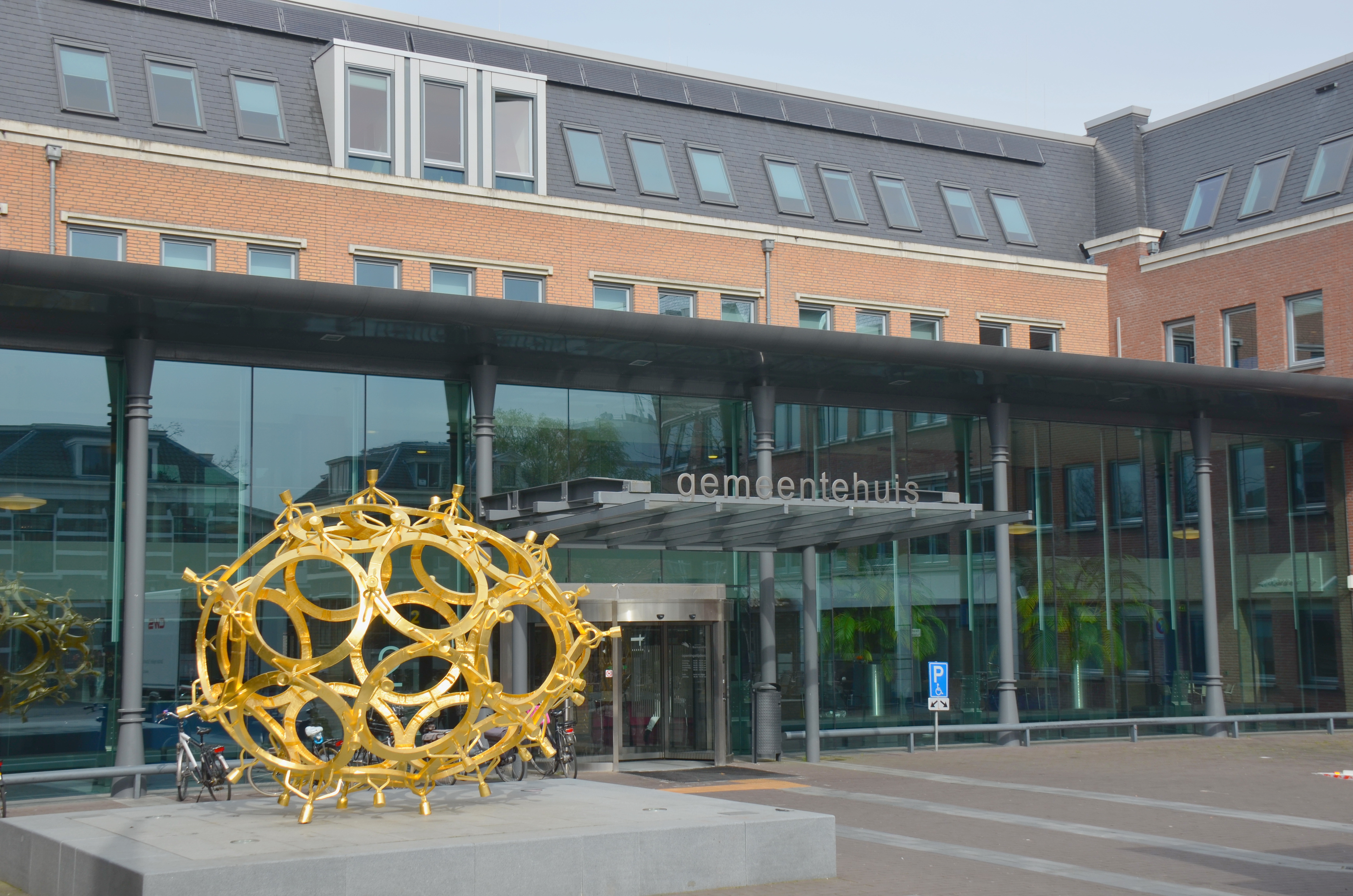
Нова будівля мерії Барневелда
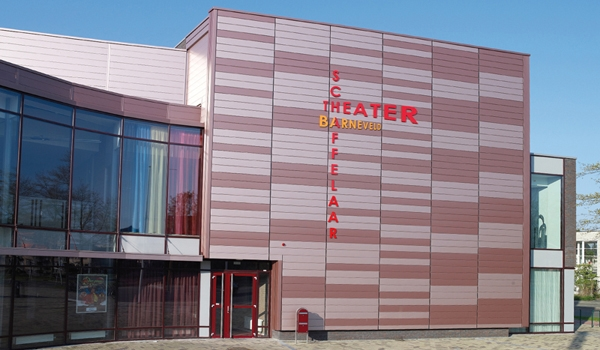
Будівля театру, Барневелд.
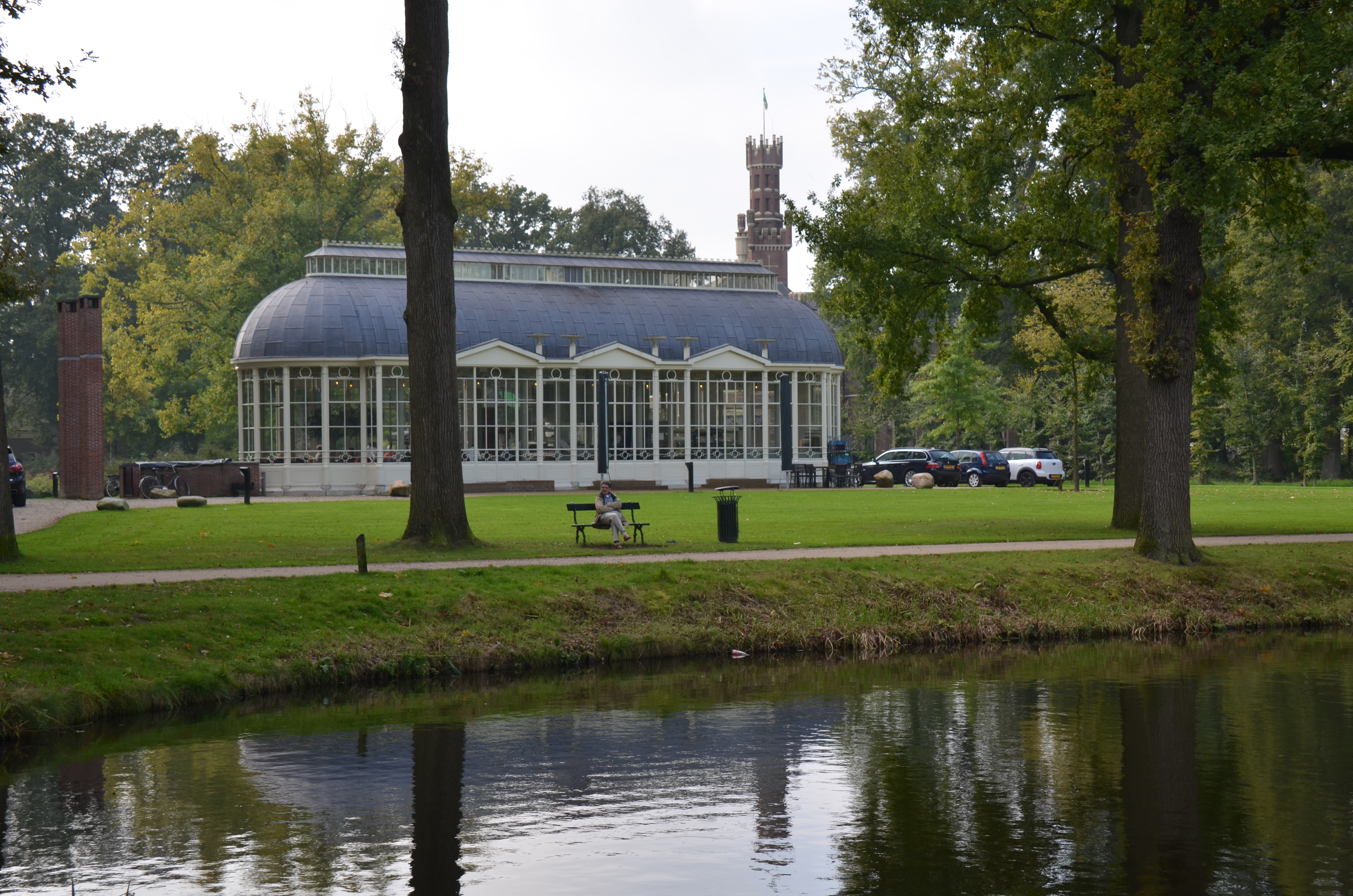
Ресторан у Барневелді